# Skull and Bones
Skull and Bones er en hemmelig loge for særligt udvalgte trejdeårselever på Yale-universitetet.
Hvert år vælger de 15 eksisterende medlemmer 15 nye medlemmer til at videreføre foreningen, dermed er der altid kun ca. 800 levende medlemmer og forhenværende medlemmer af foreningen, som har stor indflydelse i toppen af amerikansk erhvervsliv og i politik. George W. Bush er det 3. medlem af Skull and Bones, som er blevet præsident i USA.
I mange år var det kun mænd som blev optaget i Skull and Bones, men nu er kvinder også velkomne.
Skull and Bones blev dannet af William Russell i 1832.
Blandt de fremmeste medlemmer er William H. Taft, George H.W. Bush, George W. Bush og John Kerry.
"Det er så hemmeligt, at vi ikke kan tale om det" – George W. Bush om Skull and Bones.
Efter at være blevet præsident har Bush udpeget mindst 11 Bonesmen til fremtrædende poster i regeringen.
Der er mange rygter om, hvad der sker i logen, og hvad dens formål er, men kun få oplysninger er offentligt bekræftede. Fast ligger det dog, at bonesmen har haft centrale roller i forbindelse med Koreakrigen, invasionen i Svinebugten og Cubakrisen, planlægningen af Vietnamkrigen og så naturligvis Irakkrigene under George W. Bush og George H. W. Bush. Desuden har bonesmen – i hvert fald i perioder – siddet tungt på CIA.

## Ekstern henvisning
- List of Bones members with some biographical information

41°18′31″N 72°55′48″V / 41.3086°N 72.9301°V